# 娘娘駕到
《娘娘驾到》是台湾中天娱乐台播出的綜藝節目，映畫傳播製作，於2009年9月14日開始播映，至2010年2月停播。節目两位当红型男：分别是在台灣著名访谈节目《康熙来了》爆红的艺人郭鑫，和有名的外景主持人周咏训（阿布）一同主持。節目以访谈“娘娘的男生”为主。

## 主持人
该节目主持人由两位型男郭鑫、阿布一起主持。两人是好友并同居，2009年郭鑫役毕后复出，二人共同上《康熙来了》后成为「银幕情侣」爆红并开新节目。